# Fading Like a Flower (Every Time You Leave)
«Fading like a flower (Every time you leave)» (en español: «Marchitándome como una flor (cada vez que te vas)») es una canción del dúo sueco Roxette. Fue publicado como el segundo sencillo de su tercer álbum de estudio, Joyride en 1991.  En julio de 1991, la canción estuvo una semana en el número 2 en la Billboard Hot 100  (siendo sólo superado por el tema:(Everything I Do) I Do It For You de Bryan Adams) en los Estados Unidos.

## Vídeo de música
El vídeo musical estuvo rodado en Gamla stan, Estocolmo, Suecia con imágenes características de la Ciudad de Estocolmo. 

## Sigue listar
- «I Remember You»  fue el lado B de esta canción solo en EE. UU.

1. «Fading Like a Flower (Every Time You Leave)»
2. «I Remember You» (pista de Bonificación)
3. «Physical Fascination» (versión de solo de la Guitarra)
4. «Fading Like a Flower (Every Time You Leave)» (Remix)

## Gráficos
La canción fue un éxito en América del Norte, llegando al número #2 en los EE. UU. y Canadá.  Siendo también número #5 en gran parte de Europa.
También fue la última canción de Roxette en entrar en los 5 primeros lugares del Billboard Hot 100.

## Versiones
- Soy una mujer- es el nombre de la versión en español grabada por Roxette en 1996 para su exitoso álbum en español Baladas en español.

- 我不要再等待 (No quiero esperar más)- es el nombre de la versión en mandarín grabada por la cantante taiwanesa Lin Meng (林蒙).

- 只想你的爱 (Piensa sólo en nuestro amor)- es nombre de la versión cantonesa grabada por la cantante china Cass Phang (彭羚).

- La banda noruega de Death metal Cadaver grabó una versión de la canción.

- Existe una versión Eurodance grabada en 1998.